# Cush Jumbo
Cush Jumbo (Londen, 23 september 1985) is een Britse actrice.

## Biografie
Jumbo werd geboren in het ziekenhuis in Zuid-Londen bij een Britse moeder en Nigeriaanse vader, in een gezin van zeven kinderen. Zij groeide op in de wijken Lewisham en Southwark. Op driejarige leeftijd begon zij al met het nemen van lessen in streetdance, en later in ballroomdansen en Latijns-Amerikaanse dans. Jumbo studeerde af aan de BRIT School in Croydon, en haalde haar bachelor of arts aan de Central School of Speech and Drama in Londen.
Jumbo begon in 2007 met acteren in de sitcom My Family, waarna zij nog meerdere rollen speelde in televisieseries en films. Zo speelde zij in onder andere Torchwood (2009), Vera (2012-2016) en The Good Wife (2015-2016). Naast het acteren voor televisie is zij ook actief in lokale theaters. zo speelde zij in onder andere Love's Labour's Lost, The Cherry Orchard, Richard III, Pygmalion, As You Like It, Julius Caesar en A Doll's House. 
Ze werd in 2019 geëerd door de toekenning van de Orde van het Britse Rijk in de graad van commandeur. 

## Filmografie

### Films
Uitgezonderd korte films.
- 2020 The Postcard Killings - als Dessie Leonard
- 2016 City of Tiny Lights - als Melody
- 2015 Remainder - als Catherine
- 2012 National Theatre Live: She Stoops to Conquer - als miss Neville
- 2011 The Inbetweeners Movie - als check in vrouw

### televisieseries
Uitgezonderd eenmalige gastrollen.
- 2021 Stay Close - als Megan Pierce - 8 afl.
- 2017-2021 The Good Fight - als Lucca Quinn - 40 afl.
- 2021 The Beast Must Die - als Frances Cairnes - 2 afl.
- 2020 Trying - als Jane - 2 afl.
- 2020 Deadwater Fell - als Jess Milner - 4 afl.
- 2015-2016 The Good Wife - als Lucca Quinn - 22 afl.
- 2012-2016 Vera - als DC Bethany Whelan - 7 afl.
- 2010-2012 Getting On - als Damaris Clarke - 5 afl.
- 2010 Lip Service - als Becky - 6 afl.
- 2009 Torchwood - als Lois Habiba - 5 afl.
- 2008 Harley Street - als Hannah - 6 afl.

- Biblioteca Nacional de España: XX6111559
- Gemeinsame Normdatei: 1080335137
- International Standard Name Identifier: 0000 0001 2060 0757
- Library of Congress Control Number: nb2011014984
- Nationale Bibliotheek van Israël: 987011827714405171
- Système universitaire de documentation: 24064204X
- Virtual International Authority File: 171578093
- WorldCat: E39PBJfmr4dmbkcxYwbbFmMByd

1. ↑  Page B12 | Supplement 62666, 8 June 2019 | London Gazette | The Gazette. www.thegazette.co.uk. Geraadpleegd op 16 juni 2022.